# Anochetus pellucidus
Anochetus pellucidus es una especie de hormiga carnívora del género Anochetus, categorizada en la tribu Ponerini, de la subfamilia Ponerinae. Fue descrita por Emery en 1902.

## Distribución
Se distribuye por África: Camerún, República Centroafricana, Congo, Gabón, Ghana, Guinea, Costa de Marfil y Kenia.

## Hábitat
Habita en la selva tropical, bosque tropical y primario, en troncos podridos y la hojarasca. Se ha encontrado a elevaciones de 360 hasta 1600 m s. n. m.